# Římskokatolická církev v Černé Hoře

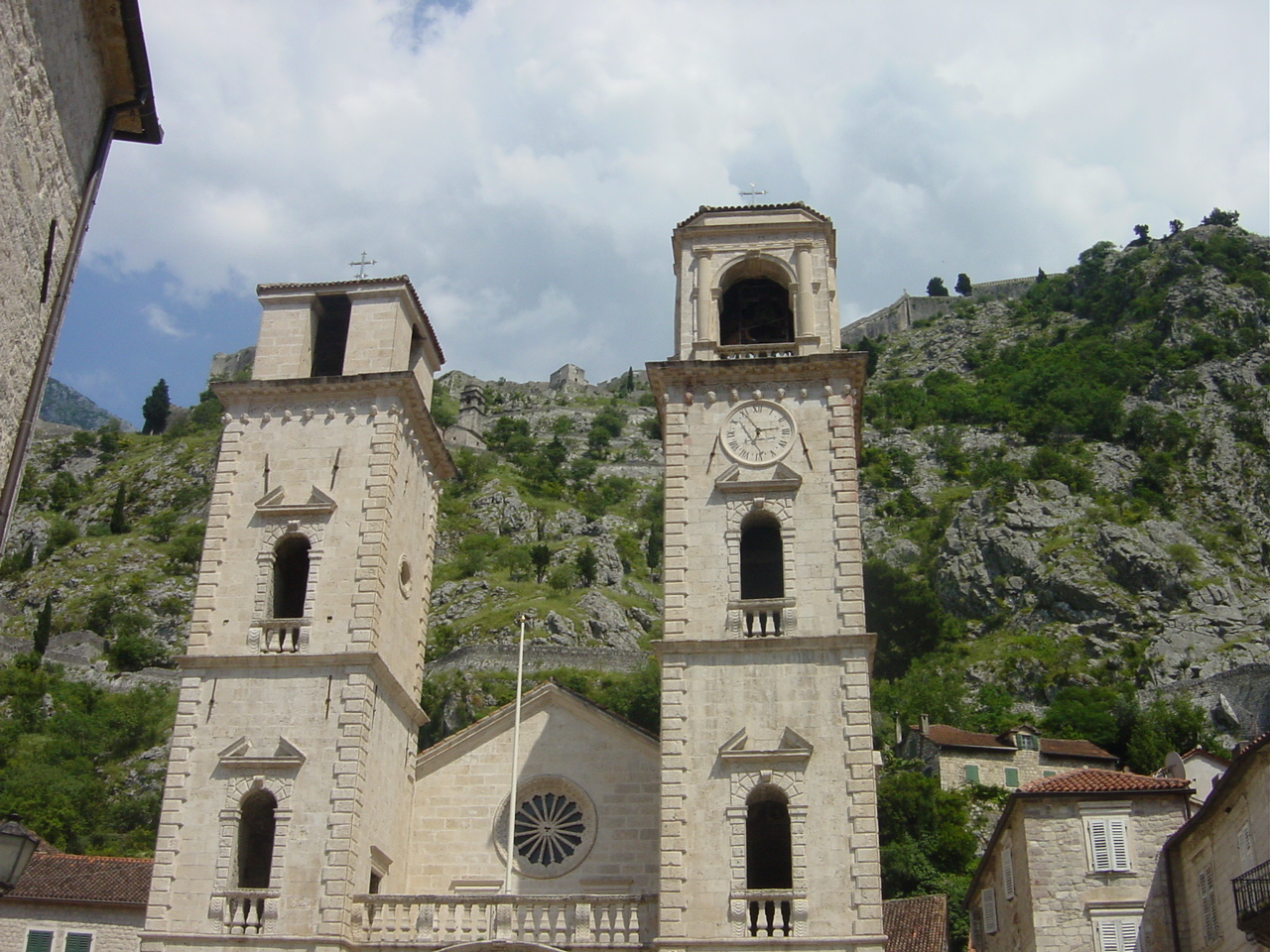
Katedrála sv. Tryfona v Kotoru

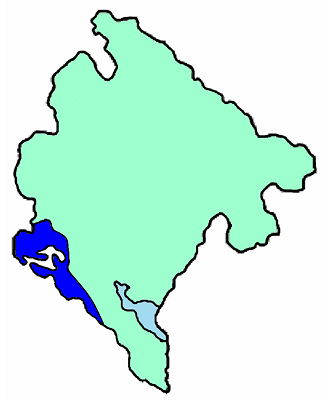
Hranice diecézí v Černé Hoře (barská arcidiecéze vyznačena zeleně, kotorská diecéze tmavě modrou barvou)

Římskokatolická církev představuje v Černé Hoře minoritní církev, čítající něco okolo 21 000 věřících (cca 2,5 % obyvatel). Etničtí Černohorci tvoří v rámci katolíků v Černé Hoře menšinu – nejsilnější etnickou skupinu tvoří mezi černohorskými katolíky Chorvati, významný podíl mají i Italové a Albánci.

## Struktura
Na území Černé Hory se rozkládají dvě diecéze:
- arcidiecéze barská (založena v 9. století, arcidiecéze 1034) podřízená přímo Svatému stolci
- diecéze kotorská (založena v 10. století), která je součástí chorvatské církevní provincie splitské

Černohorští biskupové jsou členy Mezinárodní biskupské konference svatých Cyrila a Metoděje (společně s biskupy Severní Makedonie, Kosova a Srbska).